# Linopherus acarunculatus
Linopherus acarunculatus är en ringmaskart som först beskrevs av Monro 1937.  Linopherus acarunculatus ingår i släktet Linopherus och familjen Amphinomidae.
Artens utbredningsområde är havet kring Nya Zeeland. Inga underarter finns listade i Catalogue of Life.